# Zawój
Zawój [pronunciación en polaco: /ˈzavui̯/] (en ucraniano: Завої, Zavoyi) es un pueblo ubicado en el distrito administrativo de Gmina Cisna, dentro del Distrito de Lesko, Voivodato de Subcarpacia, en el sur de Polonia oriental, cercano a la frontera con Eslovaquia. Se encuentra aproximadamente a 12 kilómetros al noreste de Cisna, a 25 kilómetros al sur de Lesko, y a 91 kilómetros al sur de la capital regional Rzeszów.